# Gilbert Hérail
Gilbert Hérail (ou Erail ou Horal ou Eril) fut le douzième maître de l'Ordre. Il est apparemment né en 1152 en région aragonaise, mais la date exacte et le lieu ne sont pas connus.

## Biographie
Engagé très tôt dans l'Ordre du Temple, il fut maître en Provence et partie des Espagnes de 1184 à 1189 puis grand commandeur de l'Ordre lorsqu'il est élu maître du Temple en février 1194 après la mort de Robert IV de Sablé.
Un an après l'élection de Gilbert Hérail à la tête de l'Ordre du Temple, soit en 1194, le pape Célestin III confirme tous les privilèges accordés au Temple et donc la bulle pontificale Omne datum optimum. Par sa politique d'équilibre, Gilbert Hérail veut faire perdurer la période de paix entre chrétiens et musulmans, permise par l'accord de paix que Richard Cœur de Lion a signé avec Saladin. Cela lui vaut de s'attirer les foudres du pape Innocent III, qui y voit une trahison envers l'Église.
À cause de cette querelle avec Innocent III, les tensions entre Templiers et Hospitaliers tournent à l'avantage de ces derniers qui en profitent pour récupérer des terres et des châteaux aux Templiers.
C'est durant la période où Gilbert Hérail est maître de l'Ordre que les Templiers vont participer à la Reconquista. En 1196, le Temple recueille les possessions de l'ordre aragonais de Montjoie. En remerciement des services rendus, le roi Alphonse II d'Aragon leur donne la forteresse de l'Alfambra en 1196.
Gilbert Hérail meurt le 21 décembre 1200, au début de la quatrième croisade.

## Les hommes de son temps
Au cours de sa vie et comme maître de l'ordre du Temple, Gilbert Hérail a côtoyé des hommes remarquables :